# Plougoumelen
Cet article possède un paronyme, voir Plougoulm.
Plougoumelen [plugumlɛn] est une commune française, située dans le département du Morbihan en région Bretagne. Ses habitants sont les Plougoumelenois, Plougoumelenoises ou Plougoulenistes.

## Toponymie
Le nom de la localité est mentionné sous les formes Parrochia de Cumelen en 1219 ; Ploegomelen en 1427, en 1448 et en 1536 ; Plogomelen en 1464 et en 1477 ; Plougoumelan en 1481.
Plougoumelen, en breton Plougouvelen, se décompose en Plou signifiant « paroisse » et de  l'anthroponyme Konvelen remplacé par saint Melaine. Le nom Melaine semble venir de l'adjectif breton melen (jaune). Selon A. Marteville et P. Varin le nom était à l'origine « Plougou-Melenn » (« la paroisse de saint Melaine »).
Plus tard, à une date indéterminée, saint Philibert, abbé de Noirmoutier, fut associé à saint Melaine et devint même le principal saint patron de la paroisse.

## Géographie

### Situation
Plougoumelen fait partie du Parc naturel régional du golfe du Morbihan.
| Pluneret | Plumergat    | Plescop |
|          | Plougoumelen | Ploeren |
| Bono     | Baden        |         |

### Relief et hydrographie
Les altitudes les plus élevées se rencontrent dans la partie nord du finage communal, jusqu'à 51 mètres entre les hameaux de Locmaria et Cléguérec ; elles s'abaissent progressivement vers le sud-ouest, jusqu'à 11 mètres à l'ouest de Toul er Lann, et même jusqu'au niveau de la mer en allant vers l'ouest, puisque le territoire communal est riverain de la rive gauche de la Rivière du Bono (ou Sal), en fait une ria en aval du moulin de Pont Sal. Le bourg est à une altitude intermédiaire, vers 27 mètres. 
| - Carte topographique de la commune de Plougoumelen. |

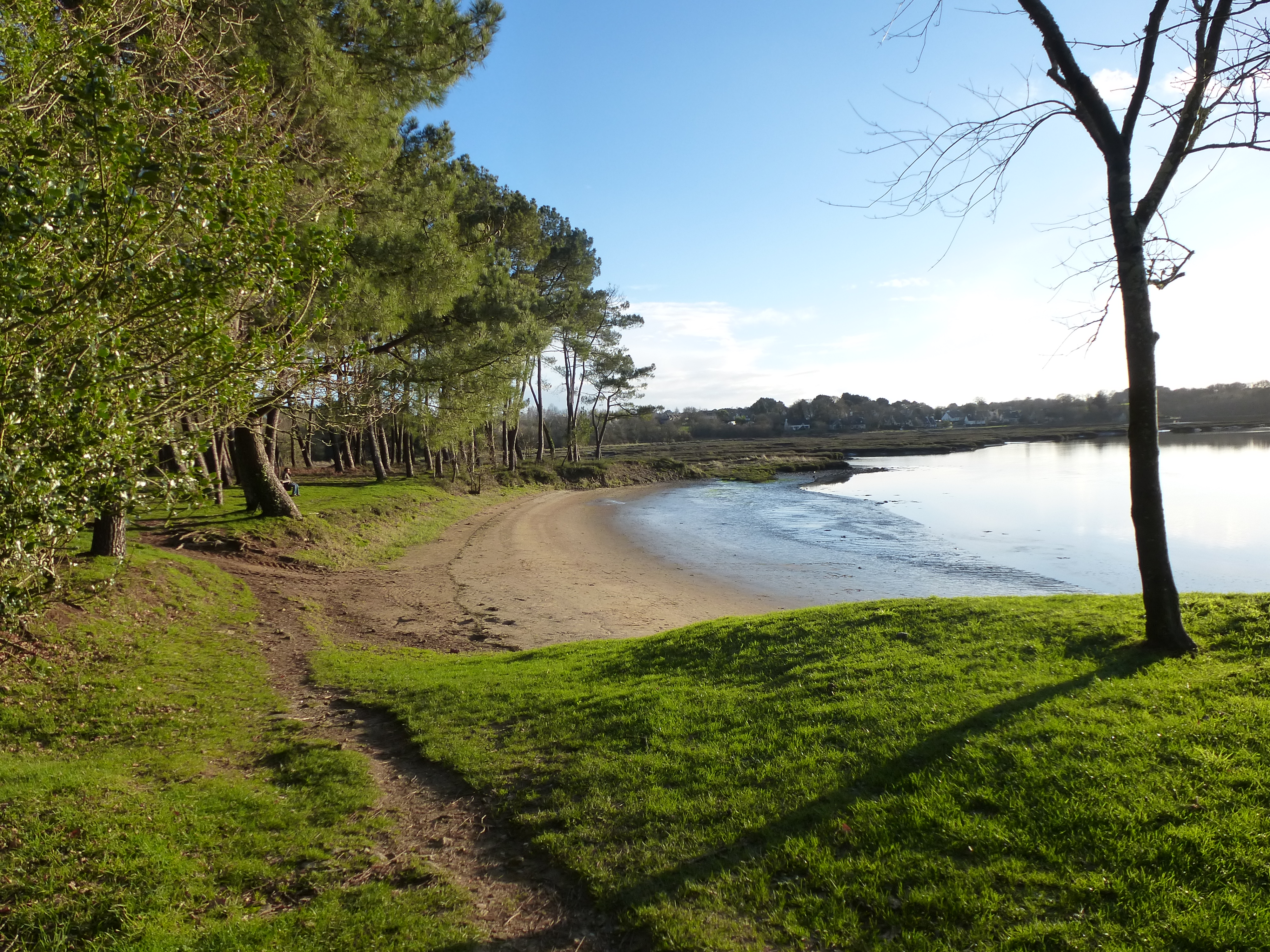
La plage du Tron (Traon), sur la rive gauche du Sal, en Plougoumelen.

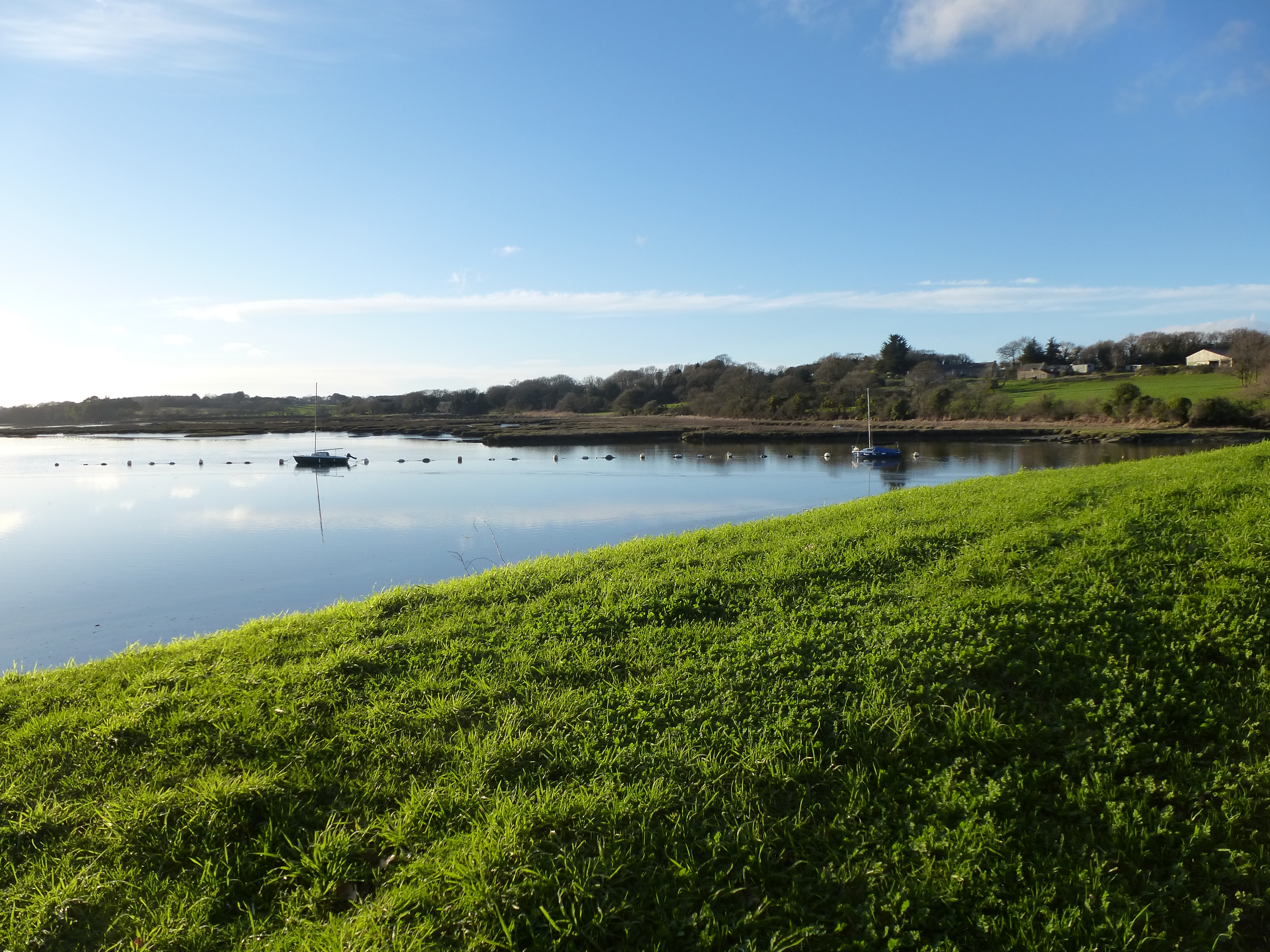
La rive gauche du Sal (Rivière du Bono) juste en aval du Traon, en Plougoumelen.

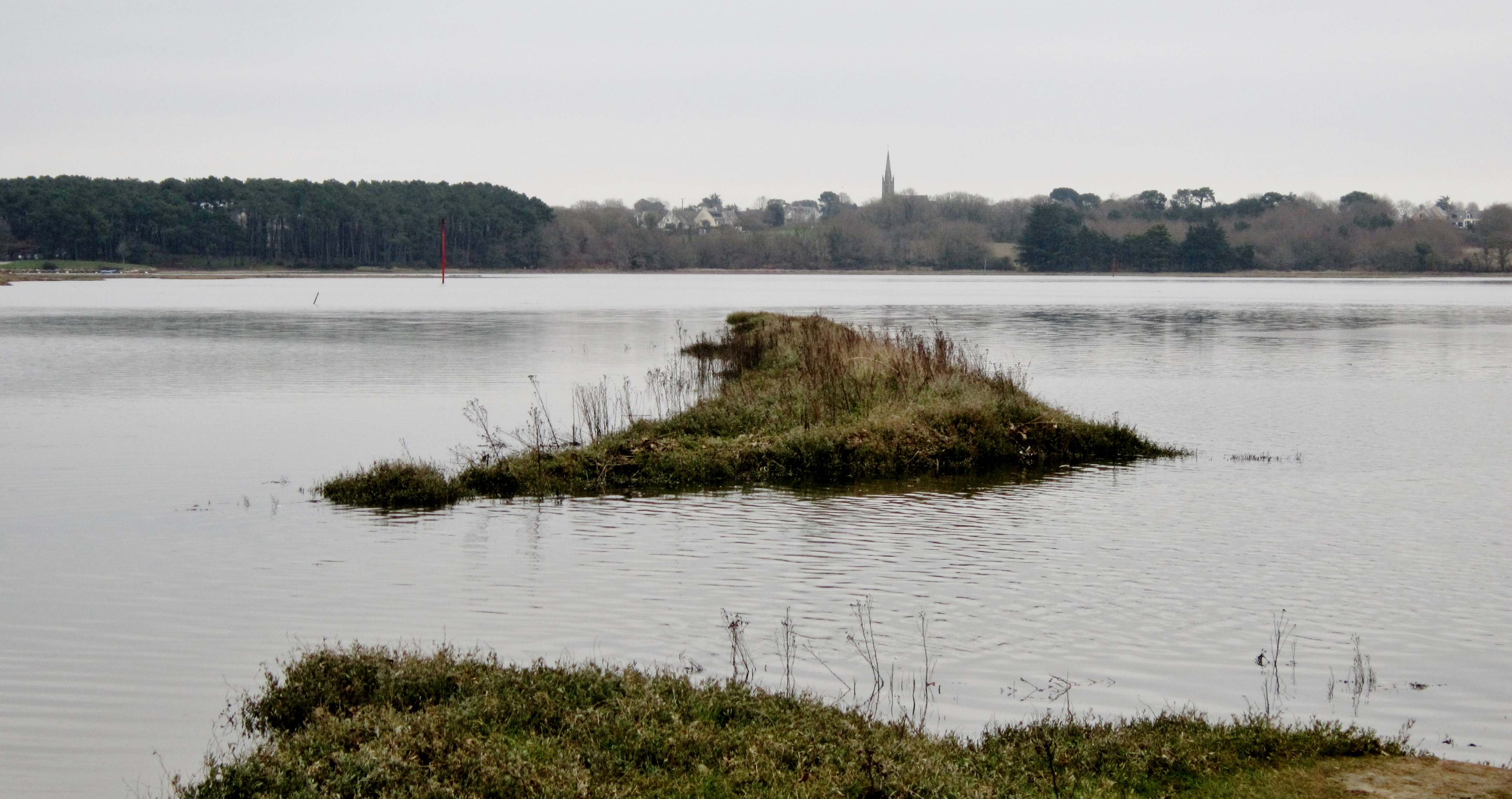
La Rivière du Bono (le Sal) vue des environs d'En Ti Nuy en Pluneret ; à l'arrière-plan le clocher de l'église paroissiale de Plougoumelen.

La commune est limitée à l'ouest par le Sal, un petit fleuve côtier aux méandres assez accentués et encaissés (notamment celui du moulin de Kervilio) , et plus en aval par la Rivière du Bono, ria précitée. Ce cours d'eau reçoit sur sa rive gauche quelques petits affluents dont les confluences avec la ria de la Rivière du Bono forment des anses : celle de Lann Vihan émerge totalement à marée basse ; celle de l'étang de Kervilio (qui sert aussi de limite communale avec Le Bono), anciennement estuaire du tout petit fleuve côtier Len, a été transformée par l'aménagement du dit étang.

### Hydrographie
Pour un article plus général, voir Réseau hydrographique du Morbihan.
La commune est située dans le bassin Loire-Bretagne. Elle est drainée par le Sal, le Lan, le Vincin et divers autres petits cours d'eau,.
Le Sal, d'une longueur de 24 km, prend sa source dans la commune de Grand-Champ et se jette  dans l'Auray entre Pluneret et Le Bono, après avoir traversé six communes. 

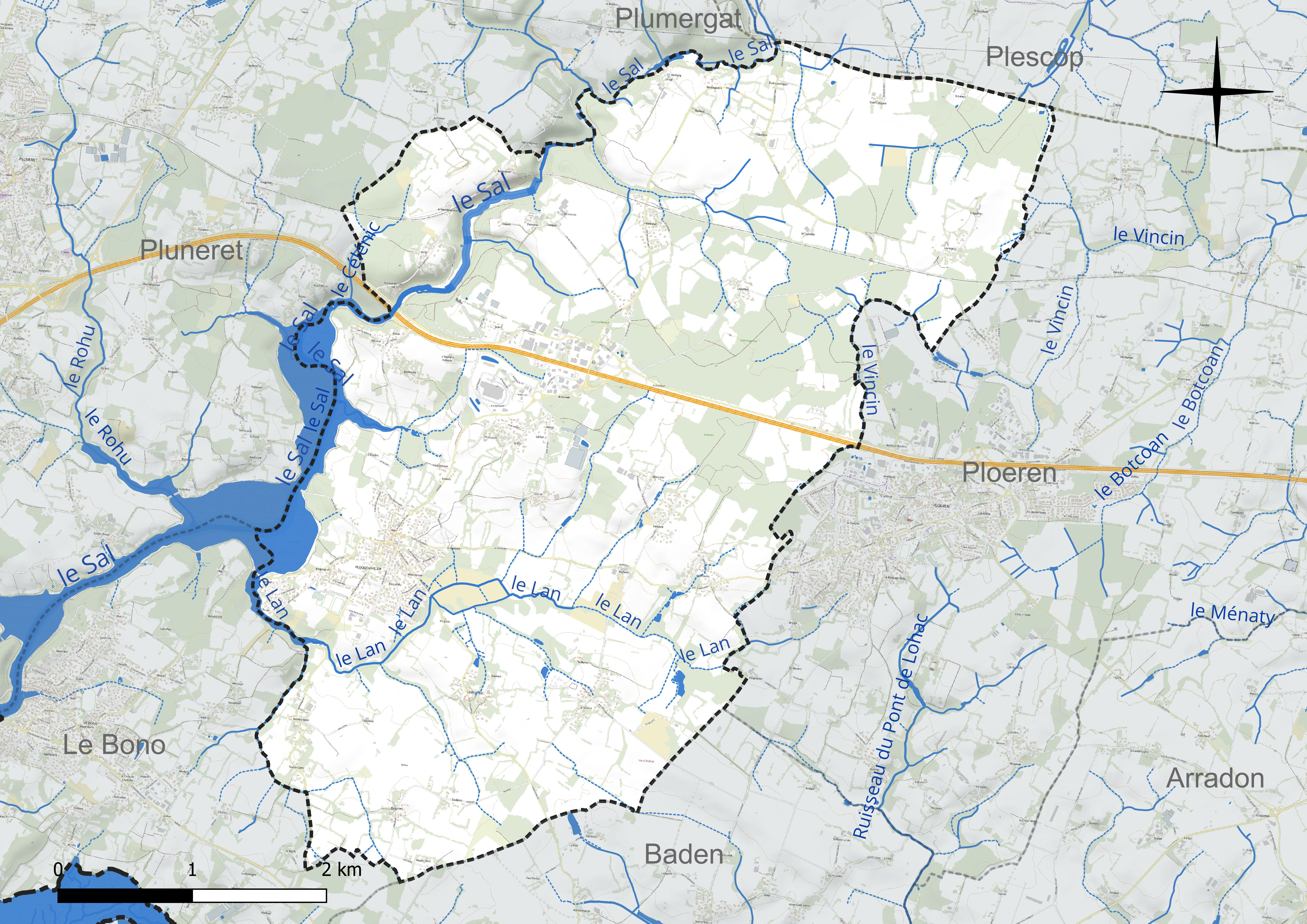
Réseau hydrographique de Plougoumelen.

Un plan d'eau complète le réseau hydrographique : l'étang de Kervilio, d'une superficie totale de 5,1 ha (2,13 ha sur la commune),.

### Climat
Pour des articles plus généraux, voir Climat de la Bretagne et Climat du Morbihan.
En 2010, le climat de la commune est de type climat océanique franc, selon une étude du CNRS s'appuyant sur une série de données couvrant la période 1971-2000. En 2020, Météo-France publie une typologie des climats de la France métropolitaine dans laquelle la commune est exposée à un climat océanique et est dans la région climatique  Bretagne orientale et méridionale, Pays nantais, Vendée, caractérisée par une faible pluviométrie en été et une bonne insolation. Parallèlement l'observatoire de l'environnement en Bretagne publie en 2020 un zonage climatique de la région Bretagne, s'appuyant sur des données de Météo-France de 2009. La commune est, selon ce zonage, dans la zone « Littoral doux », exposée à un climat venté avec des étés cléments.  
Pour la période 1971-2000, la température annuelle moyenne est de 12 °C, avec une amplitude thermique annuelle de 11,7 °C. Le cumul annuel moyen de précipitations est de 859 mm, avec 13,1 jours de précipitations en janvier et 6,6 jours en juillet. Pour la période 1991-2020, la température moyenne annuelle observée sur la station météorologique la plus proche, située sur la commune d'Auray à 5 km à vol d'oiseau, est de 12,6 °C et le cumul annuel moyen de précipitations est de 969,3 mm,. Pour l'avenir, les paramètres climatiques de la commune estimés pour 2050 selon différents scénarios d’émission de gaz à effet de serre sont consultables sur un site dédié publié par Météo-France en novembre 2022.

### Transports
La voie express RN 165 traverse la partie nord de la commune, laquelle est desservie par l'échangeur routier du Kénéah, lequel permet via la D 101E de relier le bourg de Plougoumelen, qui est à l'écart de ce grand axe de circulation, et une bonne partie de la commune (sa partie sud relié le bourg de Plougoumelen au Bono en passant par la digue de l'étang de Kerlivio). L'ancienne RN 165, devenue la D 765, a un tracé proche et parallèle à la voie express. La tradition rapporte que par le passé à Pont-Sal parfois « les brigands détroussaient les voyageurs des diligences ».
La D 19, de Vannes à Sainte-Anne-d'Auray longe la limite nord de la commune.
La ligne ferroviaire de Paris à Quimper traverse la commune dans sa partie nord, mais Plougoumelen n'a pas de gare, et il faut se rendre dans la gare d'Auray ou celle de Vannes pour prendre le train.

### Paysages et habitat
Plougoumelen a un paysage agraire traditionnel de bocage avec un habitat dispersé en écarts constitués de hameaux et fermes isolées. Mais ce paysage traditionnel a beaucoup été transformé en raison de l'extension du bourg, la création de nombreux lotissements entraînant une importante périurbanisation autour du bourg et, à un degré moindre, autour de certains hameaux comme Lestréviau, le Hallate, Lohenven et Penvern.
Une importante zone d'activités industrielles et commerciales s'est développée à proximité de l'échangeur routier de Kénéah, tant au nord  qu'au sud de la voie express.
La partie nord-est de la commune à conservé de nombreux bois, principalement au nord de la RN 165 (Lann Loperhet, Lann er Hénéah, ou encore sur la rive droite du Sal), mais aussi au sud de celle-ci (Guernen) ; les rives du Sal, en pente forte par endroits, sont aussi restées boisées en amont du moulin de Pont Sal et notamment autour du château du même nom.

## Urbanisme

### Typologie
Au 1er janvier 2024, Plougoumelen est catégorisée commune rurale à habitat dispersé, selon la nouvelle grille communale de densité à sept niveaux définie par l'Insee en 2022.
Elle est située hors unité urbaine. Par ailleurs la commune fait partie de l'aire d'attraction de Vannes, dont elle est une commune de la couronne,. Cette aire, qui regroupe 47 communes, est catégorisée dans les aires de 50 000 à moins de 200 000 habitants,.
La commune, bordée par l'océan Atlantique, est également une commune littorale au sens de la loi du 3 janvier 1986, dite loi littoral. Des dispositions spécifiques d’urbanisme s’y appliquent dès lors afin de préserver les espaces naturels, les sites, les paysages et l’équilibre écologique du littoral, tel le principe d'inconstructibilité, en dehors des espaces urbanisés, sur la bande littorale des 100 mètres, ou plus si le plan local d’urbanisme le prévoit.

### Occupation des sols
L'occupation des sols de la commune, telle qu'elle ressort de la base de données européenne d’occupation biophysique des sols Corine Land Cover (CLC), est marquée par l'importance des territoires agricoles (72,1 % en 2018), en diminution par rapport à 1990 (76,3 %). La répartition détaillée en 2018 est la suivante : 
terres arables (37,6 %), zones agricoles hétérogènes (26 %), forêts (19,8 %), prairies (8,5 %), zones urbanisées (3,3 %), zones industrielles ou commerciales et réseaux de communication (2,7 %), zones humides côtières (1,8 %), eaux maritimes (0,3 %). L'évolution de l’occupation des sols de la commune et de ses infrastructures peut être observée sur les différentes représentations cartographiques du territoire : la carte de Cassini (XVIIIe siècle), la carte d'état-major (1820-1866) et les cartes ou photos aériennes de l'IGN pour la période actuelle (1950 à aujourd'hui).

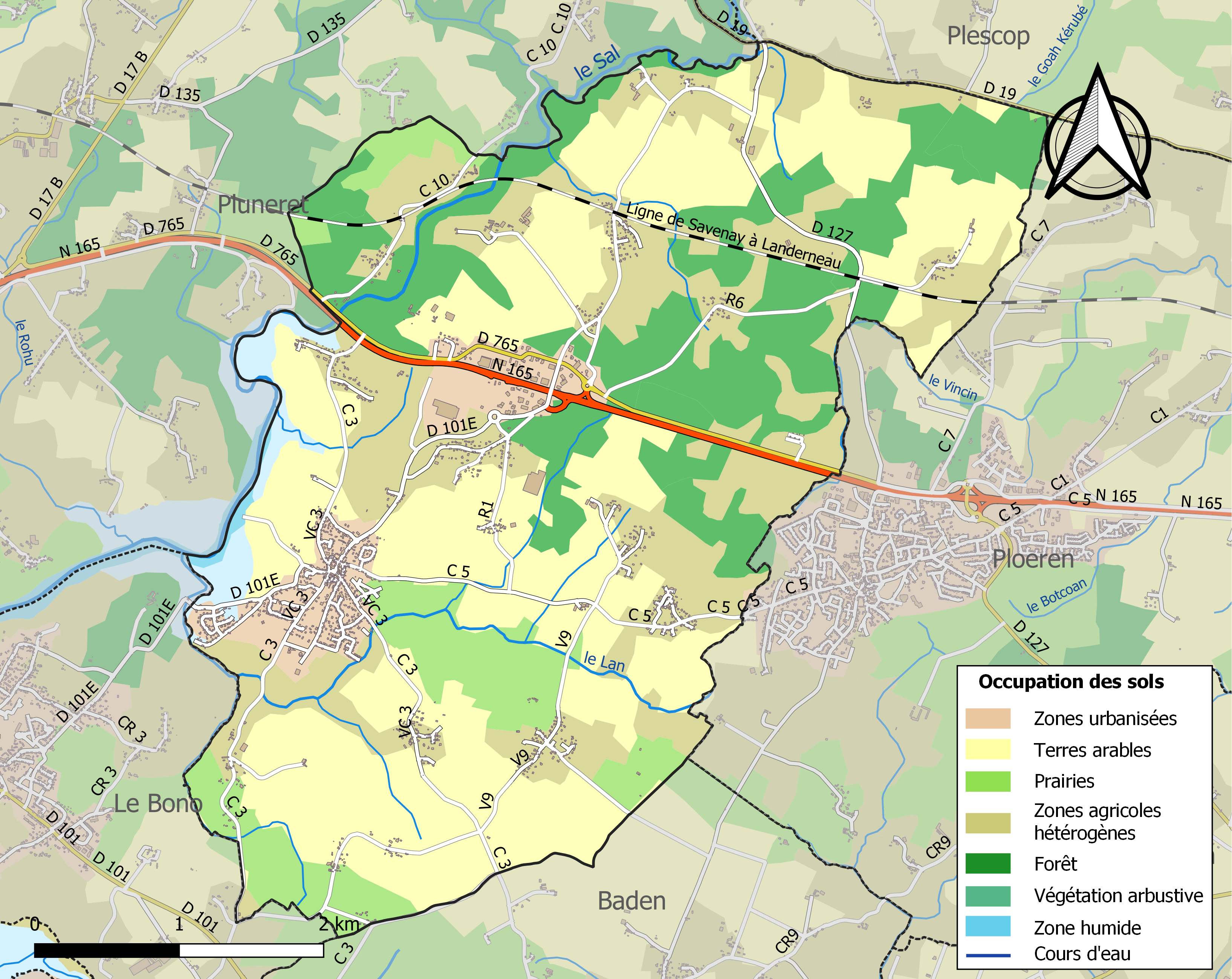
Carte des infrastructures et de l'occupation des sols de la commune en 2018 (CLC).

## Histoire

### Préhistoire
Outre les menhirs et le dolmen de Men-Druec (désormais en Le Bono), signalés détruits en 1853 par A. Marteville et P. Varin, ces derniers citent « un peulven d'environ 2 mètres, jadis vertical et aujourd'hui gisant sur le sol », qui présente à son sommet une cavité en forme de carré long ; un petit dolmen de 3 mètres, situé entre Pontsal et le bourg, « supporté par huit pierres, dont quatre sont verticales et les quatre autres orientées vers le nord » et, à l'est et à l'ouest de la vallée de Pontsal deux barrows tronqués de 5 mètres d'élévation, l'un au milieu d'un taillis, l'autre au bord d'un précipice.

### Antiquité
La voie romaine allant de Vannes (Darioritum) à Hennebont suit la limite entre les communes de Plougoumelen et Plescop ; une autre voie romaine de moindre importance traverse la partie sud de la commune de Plougoumelen : venant de Vannes par la route d'Auray, traversant le bourg de Baden, elle entre par le sud dans la commune de Plougoumelen, passant par les villages de Kerléan, Mané-Guen, du Mané (ou de la Montagne), de Kerbihan, pour aboutir au hameau du Bono. « Pour joindre le pont romain de la pointe de Kerisper, et compléter ainsi la communication entre Vannes et Locmariaquer, on suppose qu'un pont romain, aujourd'hui détruit, devait exister au hameau du Bono et traverser la Sal ».

### Moyen-Âge
Selon Jean-Baptiste Ogée en 1400 le château de Pont-Sal, qui était la principale  seigneurie de Plougoumelen, appartenait à Jacques de Pont-Sal, qui eut un fils nommé Yves, qui fut vice-chancelier du duc de Bretagne de 1451 à 1457 et évêque de Vannes. En 1536 la terre de Pont-Sal, petite seigneurie d'environ 800 hectares, appartenait à Henri de Launay, en 1598 à la famille Talhouët de Kerservant et par la suite aux Botherel de Quintin.
En 1430 le manoir de Ros appartenait à Jean Halsehuiche ; celui de Gorsty à Louis de Beaupré ; Kerdrech aux Chevaliers du Saint-Esprit . En 1530 Treufal appartenait à Michel Gillard ; Trevelen à Jean Lorveloux ; le Ros à Olivier de Coltedo et Kerdréan à Jean de Musuillac.

### Temps modernes

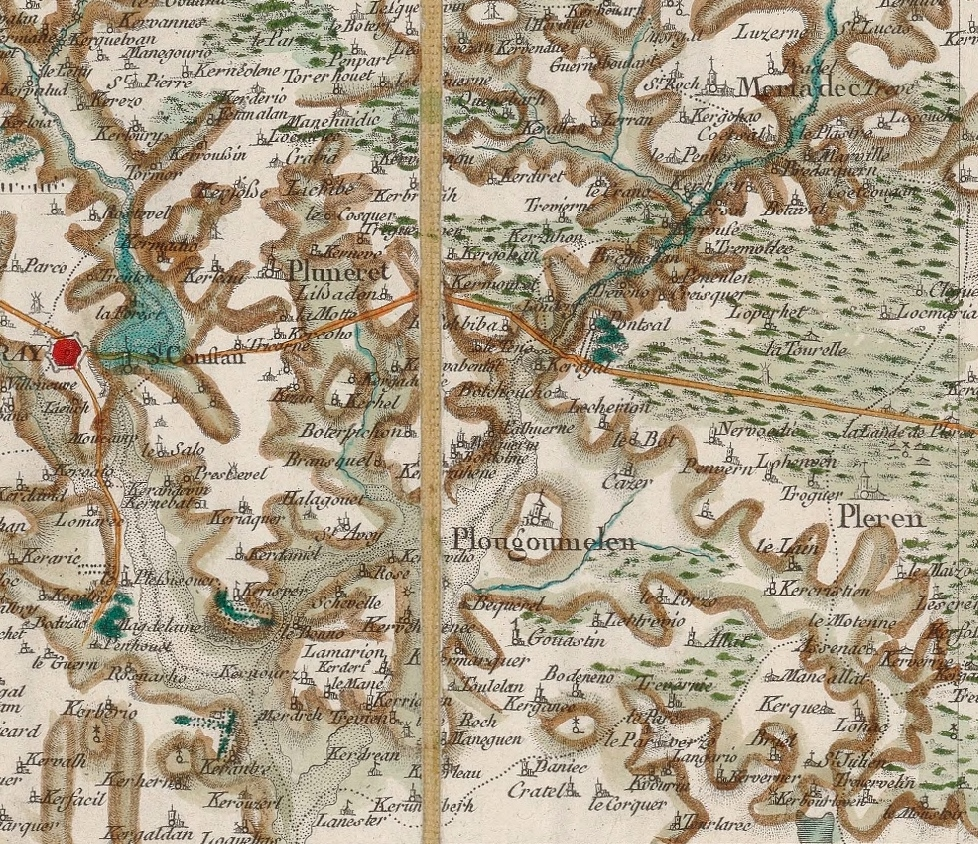
Carte de Cassini (paroisses de Plougoumelen et Pluneret).

La confrérie du Saint-Sacrement de l'Autel, dite aussi confrérie de l'Adoration perpétuelle fut créée en 1655 ; Plougoumelen possédait aussi alors trois chapelles frairiennes : Notre-Dame de Bequerel, Saint-Thuriau et Notre-Dame de Locmaria ; en plus chaque manoir devait avoir sa chapelle domestique, mais elles ont disparu sans laisser aucune trace. Plougoumelen avait aussi huit chapellenies, réparties entre l'église paroissiale et les diverses chapelles.
En 1759 une ordonnance royale de Louis XV ordonne à la paroisse de Plogomelin [Plougoumelen] de fournir 28 hommes pour servir de garde-côtes.
Jean-Baptiste Ogée décrit ainsi Plougoumelen en 1778 :

« Plougommelin ; à 3 lieues à l'ouest de Vannes, son évêché ; à 23 lieues de Rennes et à une lieue d'Aurai, sa subdélégation et son ressort. On y compte 1 500 communiants : la cure est à l'alternative. Ce territoire, arrosé de plusieurs bras de mer et coupé de vallons, est très bien cultivé et fertile en grains de toutes espèces. [Plougoumelen fait partie du] Comté de Largoët, haute justice, qui s'exerce à Aurai  et ressortit au présidial de Vannes. (...). »

### Révolution française
Mathurin Derian, recteur de Plougoumelen depuis 1767, refusa de prêter le serment de fidélité à la Constitution civile du clergé ; prêtre réfractaire, âgé, il émigra en Espagne.

### LeXIXesiècle
En mai 1802 des officiers chouans de la légion d'Auray (commandée alors par Vincent Hervé, dit "La Joie", de Plougoumelen ; Marc Le Guénégal, qui habitait le manoir de Kerdréan (désormais en Le Bono), en était membre) embarquèrent clandestinement, certains à partir de Kerderf (Kerdrec'h), alors en Plougoumelen (désormais en Le Bono), dans la Rivière d'Auray à destination des Îles anglo-normandes.
En 1810 l'abbé Joseph Le Leuch, ancien chouan, bravant l'autorité de l'évêque de Vannes et les lois civiles, transforma sa chaumière située dans le hameau de Cahire en chapelle de la Petite Église, un courant catholique schismatique refusant le Concordat.
A. Marteville et P. Varin, continuateurs d'Ogée, décrivent ainsi Plougoumelen en 1853 :

« Plougoumelen (sous l'invocation de saint Philibert et saint Melaine) : Commune formée de l'ancienne paroisse de ce nom ; aujourd'hui succursale. (...) Principaux villages : Pahir, le Mané, Kerléan, Maneguen, Kerbihan, Lestrévihan, le Bono, Hallat, Lohéven. Superficie totale :2 726 hectares, dont (...) terres labourables 820 ha, prés 270 ha, vergers 16 ha, herbages 5 ha, pâturages 183 ha, marais 4 ha, courtils, jardins potagers 46 ha, étangs, mares et abreuvoirs 6 ha, bois 55 ha, pins et sapins 84 ha, landes et incultes 1 172 ha (...). Moulin à eau de Kerlivio. La commune de Plougoumelen (...) est située dans une position avantageuse, entre deux rivières navigables, la Sal et le Loc'h, qui toutes deux portent leurs eaux au golfe du Morbihan.  Ce territoire n'est tourmenté (accidenté) qu'aux abords de ces deux rivières. La route royale de Vannes à Lorient le traverse de l'est à l'ouest. Le bourg (...) est situé à peu de distance du bras de mer de la Sal, aussi appelé Rivière du Bono, ou Dour-Bihan. »

Les mêmes auteurs poursuivent :

« Les hommes sont cultivateurs ou pêcheurs. Le village du Bono est le port de la commune. Les barques de pêche, nommées forbans, au nombre de vingt, y sont construites suivant un gabarit particulier et qui ne se rencontre que dans cette localité. (...) Les principales productions sont le froment, l'avoine et le mil. On compte trois chapelles frairiales : Saint-Thurial, Locmaria et Becquerel, où il y a un grand pardon chaque année. On trouve dans la commune le château de Pontsal, qui domine une vallée sauvage et pittoresque ; Kervilio, sur les bords de la rivière la Sal, et le Rocher, ou plutôt Men-Druec, jolie maison de campagne bâtie dans une admirable position, sur le point culminant d'une petite presqu'île, au confluent des deux rivières de la Sal et du Loc'h. Pour la construire, on a été obligé de détruire plusieurs menhirs et le beau dolmen de Men Druec (la pierre druidique), qui a donné son nom à ce promontoire. Dans une lande qui l'avoisine s'élève le petit barrow de Men-Druec. (...) On parle le breton de Vannes. »

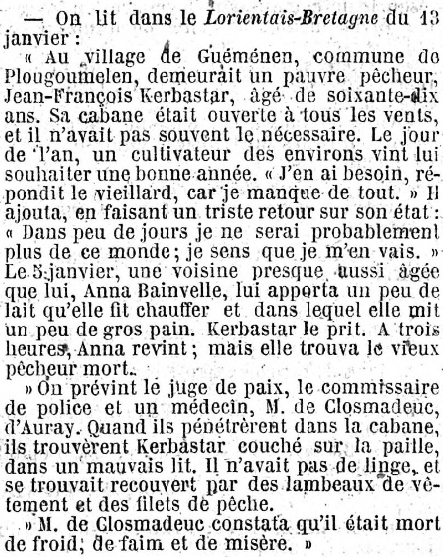
La misère d'un pêcheur du village de Guéménez (Gumenen) en 1858 (Journal des débats politiques et littéraires).

En 1856 la peste sévit à Plougoumelen et en 1867 une épidémie de fièvre typhoïde fit 19 malades (dont 6 morts) à Plougoumelen.

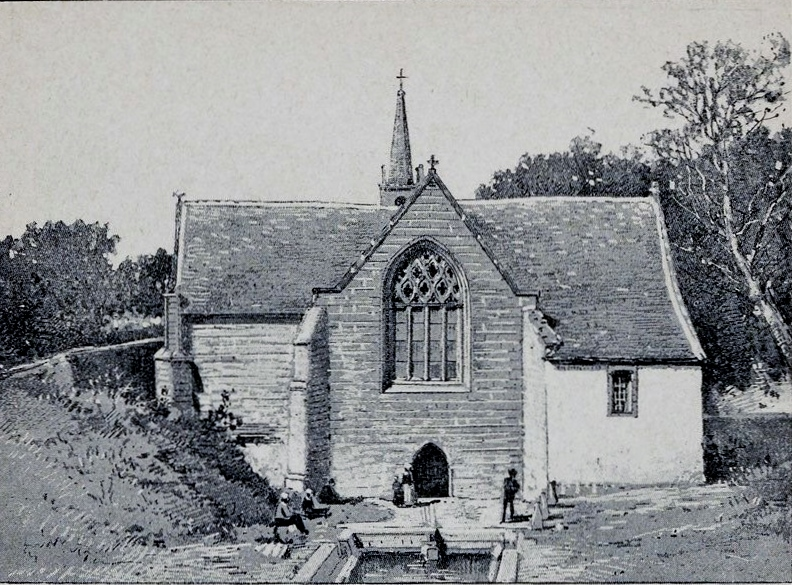
Dessin de A. Karl représentant la chapelle Notre-Dame de Becquerel (vers 1893).

En 1881 est construite à Plougumelen une école des garçons. La construction d'une école publique mixte au Bono est décidée en 1882.
Joseph-Marie Le Mené évoque en 1891 l'existence à Plougoumelen de 5 lec'hs (stèles gauloises) dont l'un (couché et long de 1,50 mètre, situé dans le cimetière), était surnommé "la pierre du serment". Henri Gaidoz la décrit ainsi en 1892 : « Elle a la forme d'un cône tronqué et environ 5 pieds de hauteur ; elle a été jadis verticale, mais elle est renversée maintenant et de temps immémorial. À son sommet elle offre une cavité en forme de carré long. L'opinion générale de la commune est que ce cippe, aussi bien qu'un autre presque tout semblable, qui est couhé dans le fossé d'un champ, était autrefois un objet sacré devant lequel on prêtait serment ». Ces pierres ont disparu depuis.

### LeXXesiècle

#### La Belle Époque
En 1901 un projet d'érection en commune distincte du village de Mériadec, divisé entre les communes de Plumergat, Pluneret et Plougoumelen, à la suite d'une pétition signée par de nombreux habitants de ce village et des hameaux avoisinants en date du 21 décembre 1898, est présenté au Conseil général du Morbihan ; les pétitionnaires font valoir « la distance qui les sépare de leurs chefs-lieux respectifs, l'abandon dans lequel ils sont laissés par les Conseils municipaux et la difficulté des communications, les chemins étant en si mauvais état qu'ils demeurent, le plus souvent, impraticables, surtout pendant la mauvaise saison » ; de plus, seule la partie de Mériadec appartenant à la commune de Plumergat dispose d'une section électorale distincte, ceux dépendant des communes de Pluneret et Plougoumelen sont distants pour certains de plus de 8 km de leurs chefs-lieux communaux. Mais les Conseils municipaux de ces trois communes, ainsi que le Conseil d'arrondissement ayant donné un avis défavorable, la demande est rejetée par le Conseil général.
En 1902 le conseil municipal de Plougoumelen fut dissous. En 1905, à la suite d'une pétition signée par 135 électeurs du Bono (arguant que sur 580 électeurs dans la commune, 298 sont inscrits maritimes et résident principalement dans le quarter du Bono), et malgré l'opposition du conseil municipal de Plougoumelen, une section électorale distincte est créée pour le quartier du Bono, qui reste toutefois dans la commune de Plougoumelen.
À la suite de la laïcisation des écoles en 1909, une école privée congréganiste de filles ouvre à Plougoumelen en 1910.
En 1913 le maire de Plougoumelen fut accusé de s'être approprié, ainsi que certains de ses amis, pour une somme infime, les biens du culte devenus propriété de l'État depuis les inventaires et attribués depuis par décret présidentiel à la commune, faute de bureau de bienfaisance ; l'affaire fut évoquée au Sénat.

#### La Première Guerre mondiale
Le monument aux morts de Plougoumelen porte les noms de 105 soldats et marins morts pour la France pendant la Première Guerre mondiale ; parmi eux 3  (Jean Guillermo, Jean Hervé et Joseph Le Pluart) sont des marins disparus en mer ; 8 soldats sont morts en Belgique dont 5 dès août 1914 (3 : Joachim Lucas, Louis Hays et Jean Quélo, à Maissin ; 2 : François Henriot et Joseph Le Rohellec, à Dixmude) ; un soldat (Joseph Lefay) est mort en 1915 en Turquie lors de la bataille de Sedd-Ul-Bahr et un autre (Louis Leray), membre de l'Armée française d'Orient, est mort en Serbie en 1917 ; la plupart des autres sont décédés sur le sol français dont 3 (Émile Defretin, Jean Le Cheville et Maurice Troplong, ce dernier étant aussi chevalier de la Légion d'honneur) ont été décorés à la fois de la Médaille militaire et de la Croix de guerre et 2 (Pierre Bainvel et Paul Robic) de la Médaille militaire.

#### L'Entre-deux-guerres

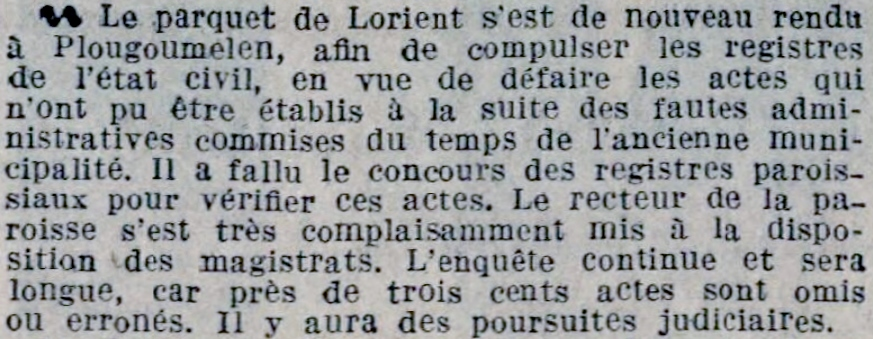
La difficile reconstitution des actes d'état-civil non établis par l'ancienne municipalité (article du journal La Dépêche de Brest et de l'Ouest du 15 novembre 1920).

En 1920 le maire de Plougoumelen, Vincent Le Sommer, se vit reprocher par le parquet de Lorient d'avoir "marié" une quinzaine de couples à l'auberge sans aucune transcription d'acte, au lieu de l'avoir fait légalement à la mairie, ce qui rendait les dits "mariages" illégaux. Il dut démissionner et fut poursuivi devant les tribunaux ; il fut condamné à une peine d'amende.

#### La Seconde Guerre mondiale
En mai 1941 le conseil municipal de Plougoumelen envoya un message de confiance et de soutien au maréchal Pétain.

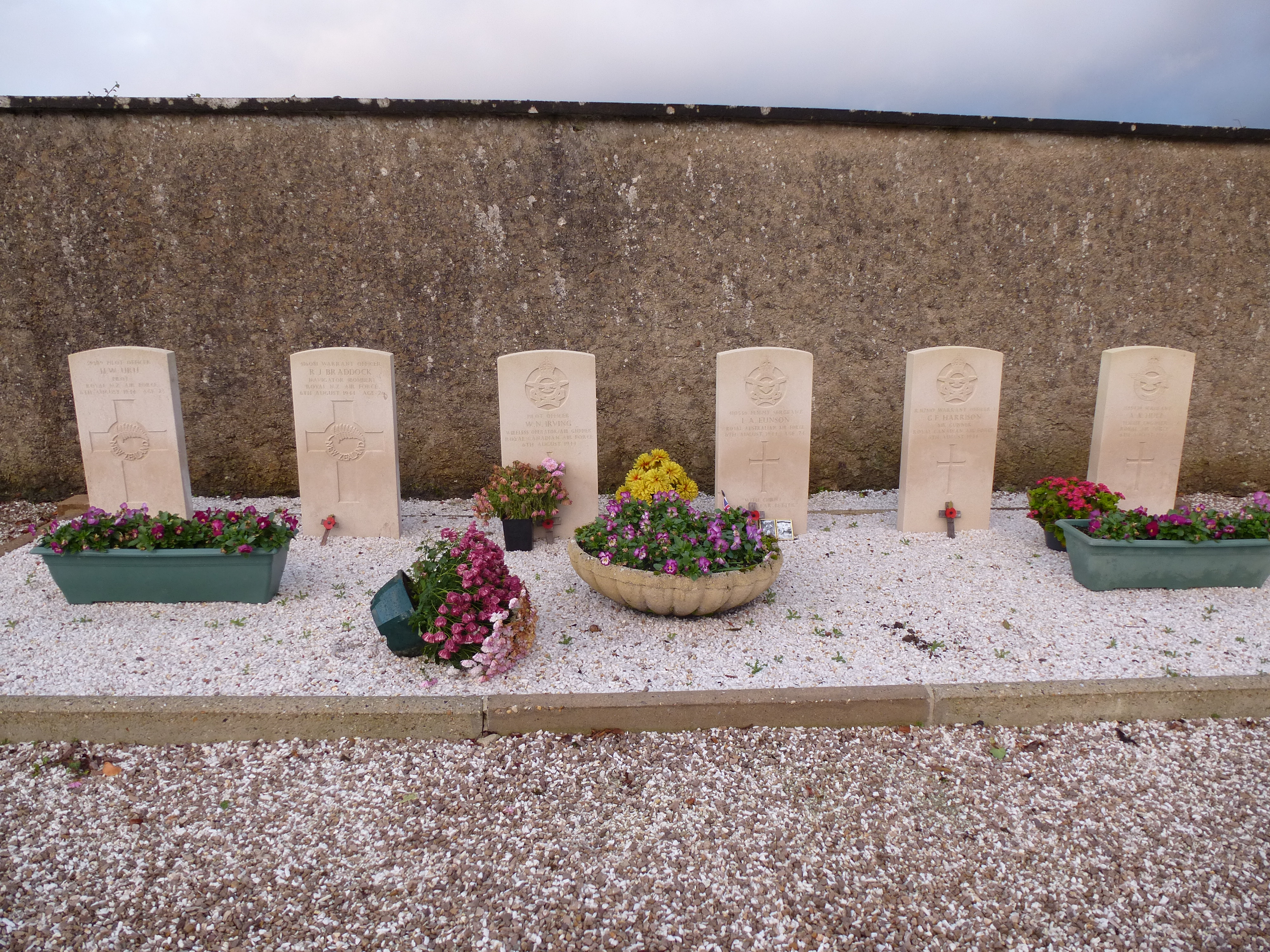
Les tombes des aviateurs de la Royal Air Force dans le cimetière de Plougouvelen.

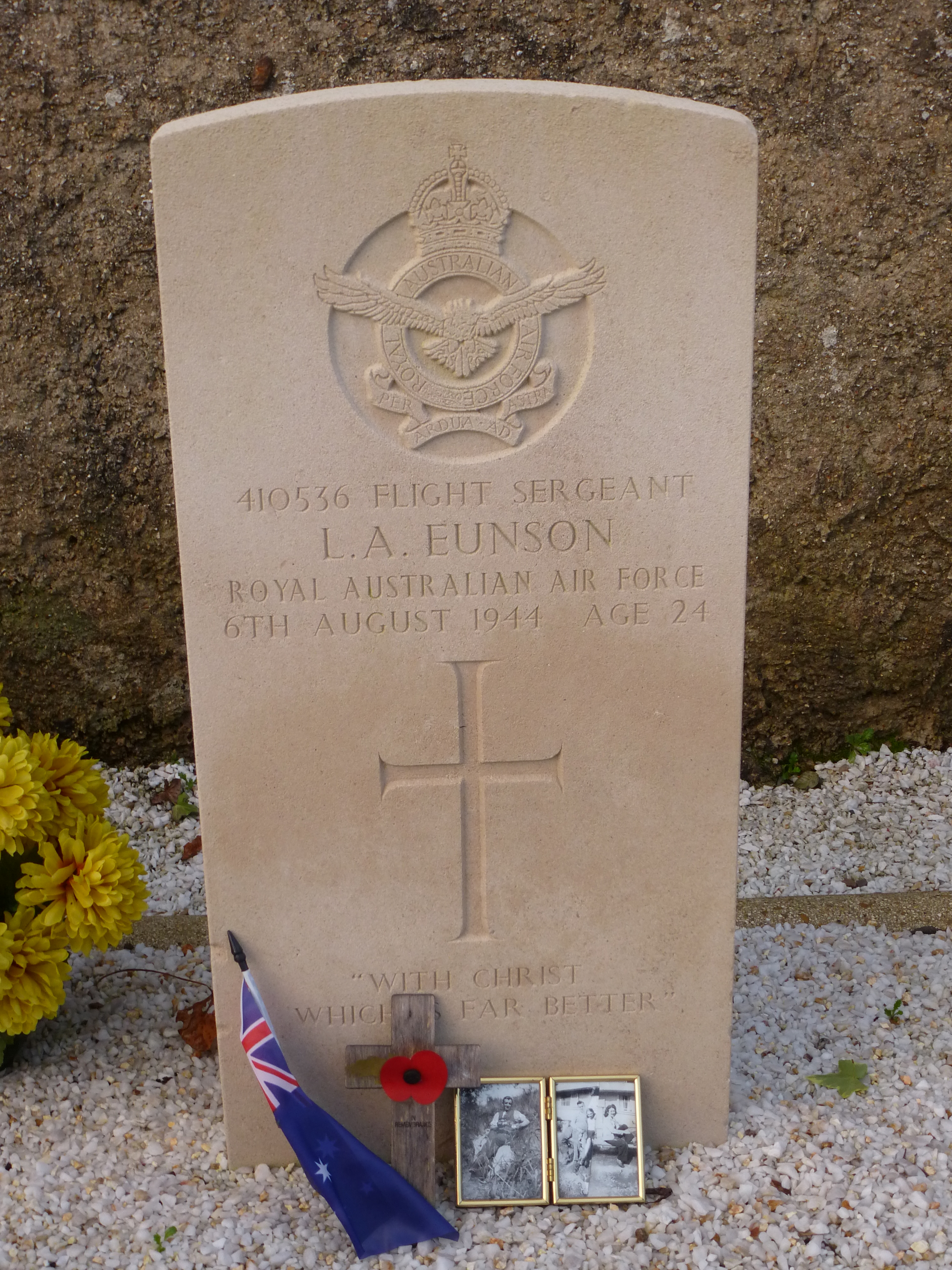
Tombe d'un aviateur australien dans le cimetière de Plougoumelen.

Le monument aux morts de Plougoumelen porte les noms de 11 personnes mortes pour la France pendant la Seconde Guerre mondiale ; parmi elles 2 ( Marcel Goasmat, décédé le 3 mai 1940 lors du naufrage du contre-torpilleur Bison  en Mer de Norvège, et Joseph Le Garrec, mort en mer le 24 juillet 1940 lors du naufrage du paquebot Meknès au large de Dieppe) sont des marins disparus en mer ; Jean Guingo fut victime d'un bombardement de Lorient par la Royal Air Force le 2 septembre 1940 et 3 membres de la famille Leray sont des victimes civiles tuées par l'écrasement d'un avion de la Royal Air Force sur leur maison à Plougoumelen le 6 août 1944 ; le crash tua aussi l'équipage de l'avion ; Pierre Le Sommer, né en 1926 à Plougoumelen, fut aussi une victime civile de la guerre, tué à Brech le 5 août 1944 ; Jean Le Marhollec est mort accidentellement en service le 21 juin 1940 à Salbris.

#### L'après Seconde Guerre mondiale
En 1947, Le Bono se sépare de Plougoumelen et devient commune à part entière.

### LeXXIesiècle
Un nouveau monument aux morts a été édifié en 2018, situé à proximité de l'ancien, qui a été conservé.

## Démographie
L'évolution du nombre d'habitants est connue à travers les recensements de la population effectués dans la commune depuis 1793. Pour les communes de moins de 10 000 habitants, une enquête de recensement portant sur toute la population est réalisée tous les cinq ans, les populations de référence des années intermédiaires étant quant à elles estimées par interpolation ou extrapolation. Pour la commune, le premier recensement exhaustif entrant dans le cadre du nouveau dispositif a été réalisé en 2005.

En 2022, la commune comptait 2 599 habitants, en évolution de +5,61 % par rapport à 2016 (Morbihan : +3,82 %, France hors Mayotte : +2,11 %).
| 1793  | 1800  | 1806  | 1821  | 1831  | 1836  | 1841  | 1846  | 1851  |
| ----- | ----- | ----- | ----- | ----- | ----- | ----- | ----- | ----- |
| 1 372 | 1 127 | 1 289 | 1 427 | 1 369 | 1 520 | 1 517 | 1 531 | 1 546 |

| 1856  | 1861  | 1866  | 1872  | 1876  | 1881  | 1886  | 1891  | 1896  |
| ----- | ----- | ----- | ----- | ----- | ----- | ----- | ----- | ----- |
| 1 601 | 1 614 | 1 650 | 1 550 | 1 648 | 1 731 | 1 771 | 1 952 | 1 973 |

| 1901  | 1906  | 1911  | 1921  | 1926  | 1931  | 1936  | 1946  | 1954 |
| ----- | ----- | ----- | ----- | ----- | ----- | ----- | ----- | ---- |
| 2 057 | 2 211 | 2 305 | 2 118 | 2 205 | 2 265 | 2 375 | 2 405 | 831  |

| 1962 | 1968 | 1975  | 1982  | 1990  | 1999  | 2005  | 2006  | 2010  |
| ---- | ---- | ----- | ----- | ----- | ----- | ----- | ----- | ----- |
| 718  | 729  | 1 023 | 1 357 | 1 544 | 1 762 | 2 083 | 2 200 | 2 404 |

| 2015  | 2020  | 2022  | - | - | - | - | - | - |
| ----- | ----- | ----- | - | - | - | - | - | - |
| 2 471 | 2 599 | 2 599 | - | - | - | - | - | - |

## Politique et administration

### Liste des maires
| Période                                  | Période          | Identité                | Étiquette   | Qualité                                                                                          |
| ---------------------------------------- | ---------------- | ----------------------- | ----------- | ------------------------------------------------------------------------------------------------ |
| Les données manquantes sont à compléter. |                  |                         |             |                                                                                                  |
| 1807                                     | 1808             | Le Sommer               |             |                                                                                                  |
|                                          |                  |                         |             |                                                                                                  |
| 1814                                     | 1830             | Pierre Le Méro          |             | Tient les registres d'état-civil entre 1808 et 1814 en tant qu'adjoint au maire.                 |
| 1830                                     | 1830             | Vincent Le Berrigaud    |             | Laboureur. Chevalier de la Légion d'honneur. Capitaine de la Garde nationale.                    |
| 1830                                     | 1839             | Tanguy                  |             |                                                                                                  |
| 1839                                     | 1848             | Le Clanche              |             | Laboureur et sacristain.                                                                         |
| 1848                                     | 1852             | Bainvel                 |             |                                                                                                  |
| 1852                                     | 1867             | Bily Guillo             |             | Laboureur.                                                                                       |
| 1867                                     | 1874             | Mathurin Guillouzic     |             | Forgeron.                                                                                        |
| 1874                                     | 1876             | Bily Guillo             |             | Déjà maire entre 1852 et 1867.                                                                   |
| 1876                                     | 1879             | Mathurin Guillouzic     |             | Déjà maire entre 1867 et 1874.                                                                   |
| 1880                                     | 1888             | Jean-Marie Le Berrigaud | Républicain | Laboureur. Fils de Vincent Le Berrigaud, maire en 1830.                                          |
| 1888                                     | 1902             | Mathurin Jollivet       |             | Laboureur.                                                                                       |
| 1902                                     | après 1911       | Louis Le Moing          |             | Greffier de paix à Auray. Propriétaire.                                                          |
|                                          | 1920             | Vincent Le Sommer       |             | Boulanger.                                                                                       |
| Maire en 1924                            | ?                | Louis Le Moing          |             | Déjà maire à partir de 1902                                                                      |
| mai 1929                                 | après 1938       | Mathurin Corignet       |             |                                                                                                  |
| Les données manquantes sont à compléter. |                  |                         |             |                                                                                                  |
| mai 1945                                 | octobre 1947     | Joseph Le Clanche       |             | Retraité de la Marine, ostréiculteur Ancien combattant 14-18 Premier maire du Bono (1947 → 1959) |
| octobre 1947                             | mars 1971        | Philippe Le Sommer      | SE          |                                                                                                  |
| mars 1971                                | mars 1983        | Joseph Danilo           | DVD         | Commerçant, maire honoraire                                                                      |
| mars 1983                                | mars 1989        | Jacques Bardet          | DVD         | Antiquaire, ancien adjoint                                                                       |
| mars 1989                                | 22 mars 2008     | Jean-Claude Guiziou     | PS          | Professeur agrégé d'histoire-géographie                                                          |
| 22 mars 2008                             | 4 avril 2014     | Olivier Coulon          | UMP         | Horticulteur Vice-président de la CA du Pays de Vannes                                           |
| 4 avril 2014                             | 30 décembre 2016 | Olivier Kilman          | SE          | Responsable sécurité Démissionnaire                                                              |
| 7 janvier 2017                           | 16 décembre 2019 | Thomas Palou            | SE          | Ancien policier Démissionnaire                                                                   |
| 20 décembre 2019                         | 3 juillet 2020   | Sophie Lebreton         | SE-DVD      | Cadre administratif et financier Première adjointe, maire par intérim                            |
| 3 juillet 2020                           | En cours         | Lena Berthelot          | SE          | Animatrice enfance jeunesse Vice-présidente GMVA (2020 → )                                       |

## Culture et patrimoine

### Lieux et monuments
- La chapelle de Lestreviau,

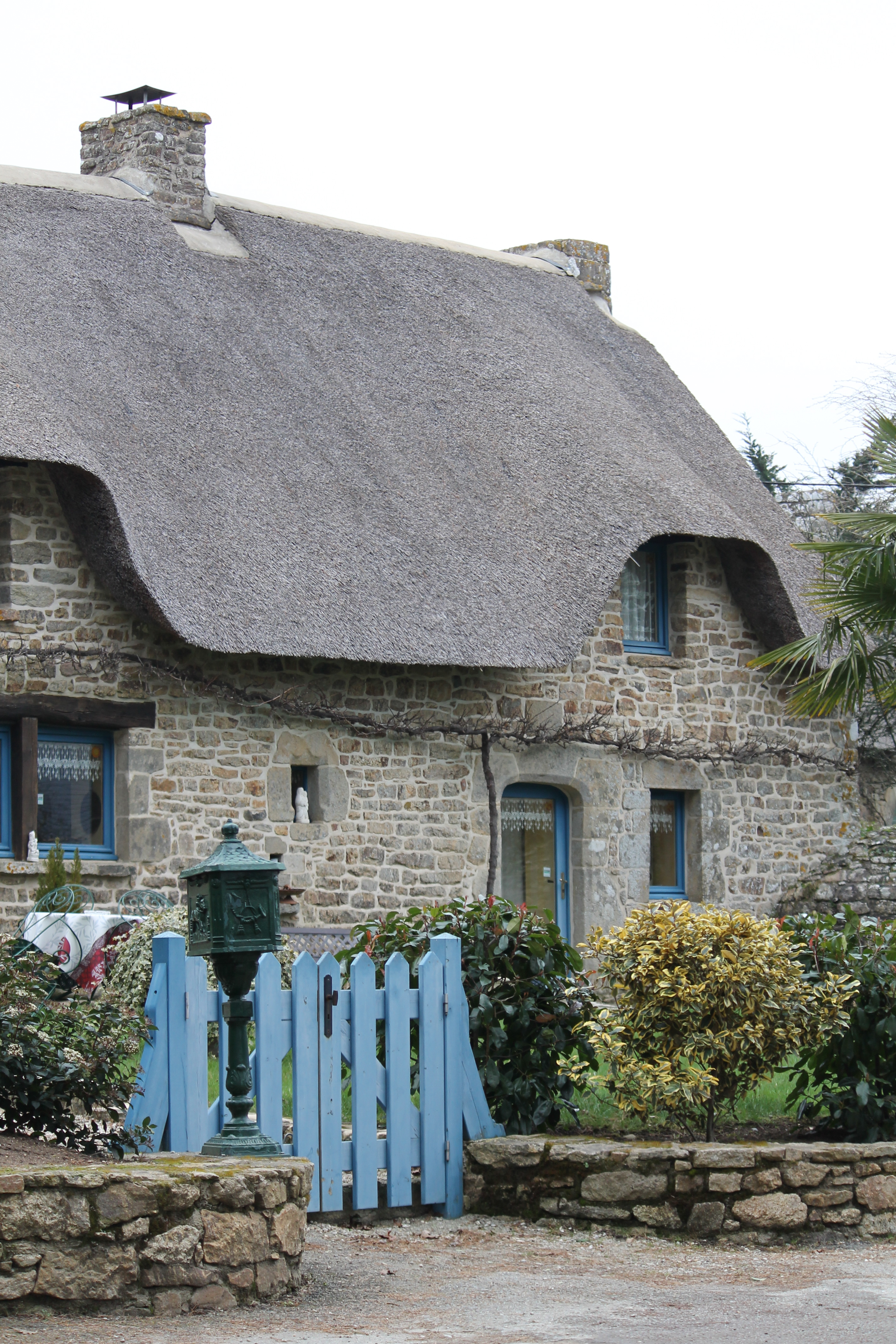
Chaumière du hameau de Cahire.

- La chapelle Notre-Dame-de-Becquerel, sur la commune du Bono, mais rattachée à la paroisse de Plougoumelen,
- Le moulin à marée de Pont-Sal,
- Le Traoñ, la plage,
- Le moulin de Kervilio : reconstruit au XIXe siècle à l'emplacement d'un moulin daté de 1456, qui avait été édifié après un accord entre les seigneurs de Pontsal et de Kervilio ; c'est désormais un atelier d'ébénisterie[58],
- Le château de Kervilio: auquel le moulin est rattaché. Il fut la propriété du Baron le Barrois d'Orgeval
- La croix de cimetière de Plougoumelen, croix jumelle classée monument historique depuis 1930[59],
- Le dolmen submergé de Keroyal (Roh Vilhen),
- Le village de chaumières de Cahire,
- Le château de Pont-Sal : le château actuel a été construit en 1785 dans le style néoclassique de l’époque de Louis XVI par la famille Botherel de Quintin.

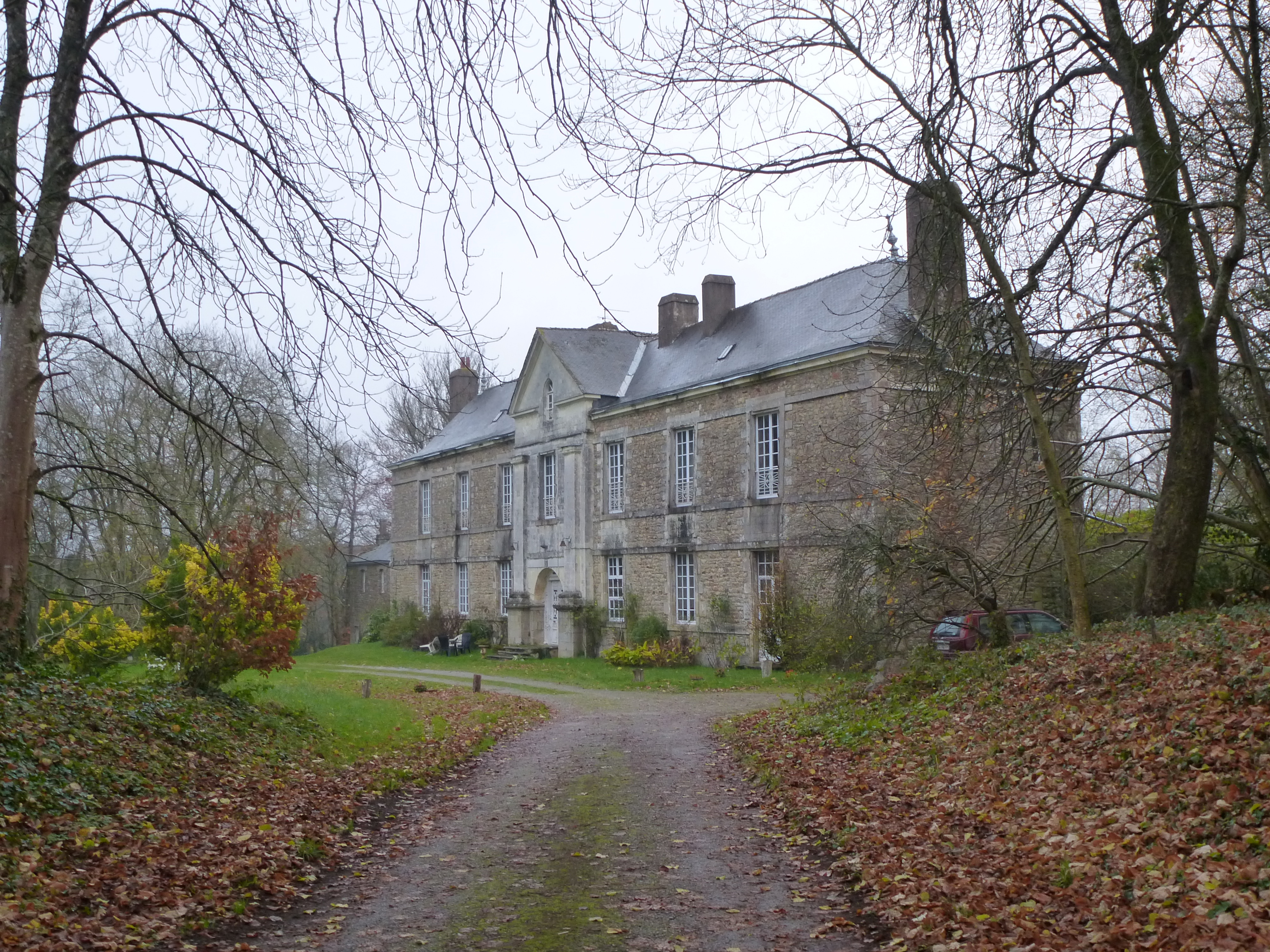
Le château de Pont-Sal : vue extérieure d'ensemble.
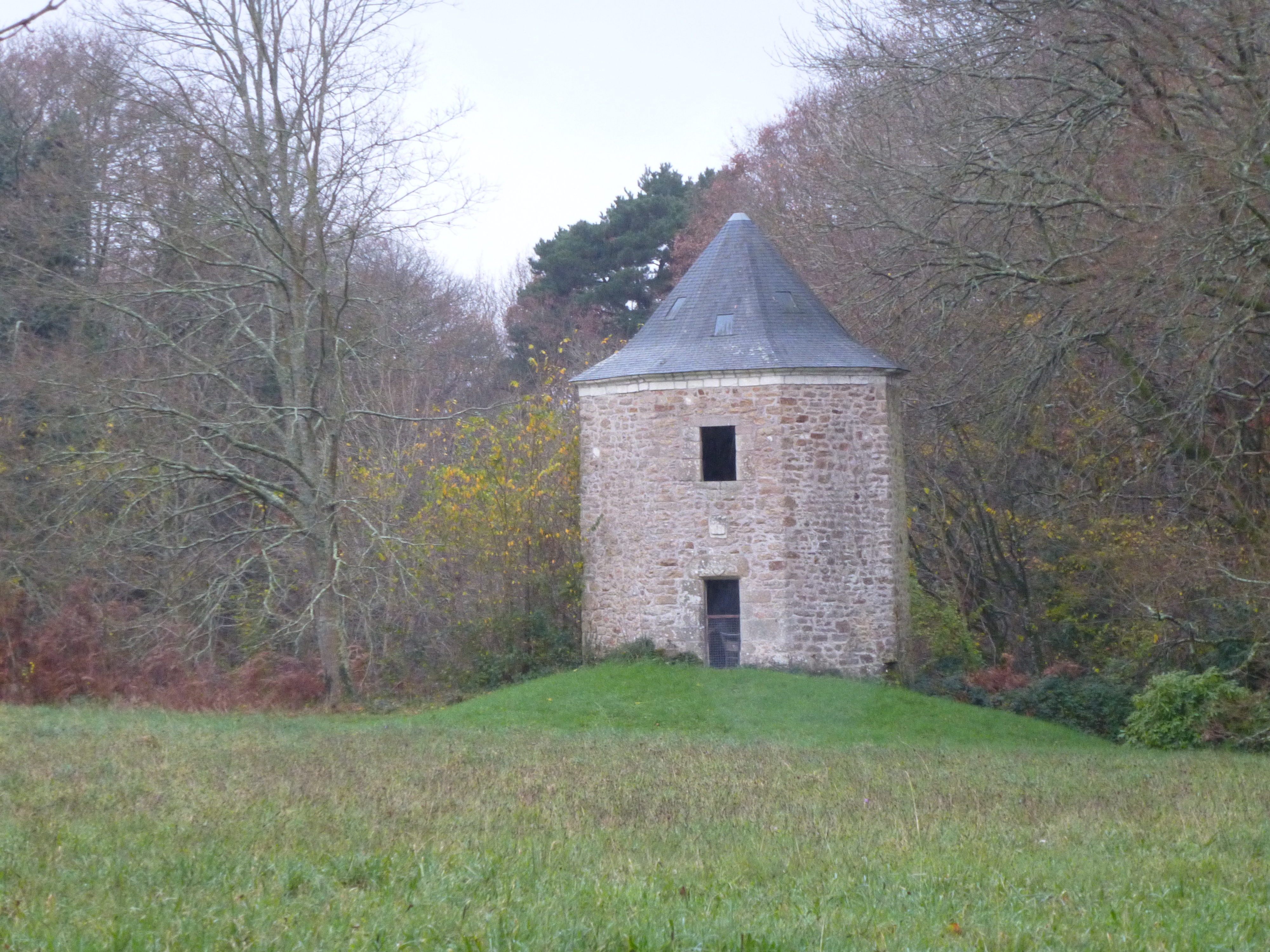
Ancien moulin à vent de Pont-Sal.

- Le port qui se situe sur la rivière du Bono. C'est une escale de la Semaine du Golfe.

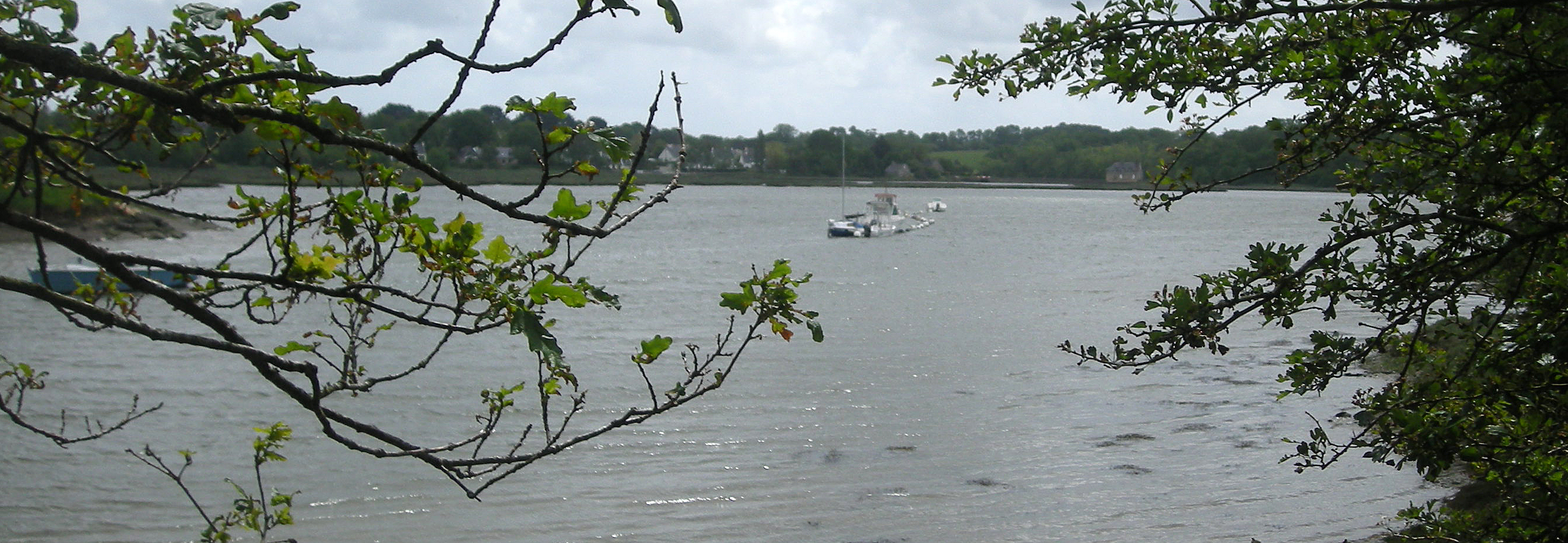
Le port de Plougoumelen, vu depuis la rive droite de la rivière du Bono. Au fond, le moulin de Kervilio.

- Église Saint-Philibert : l'église paroissiale actuelle date de 1865 ; en forme de croix latine, elle est de style néo-gothique ; une imposante statue de saint Philibert est au-dessus du maître-autel[60].
- Plusieurs maisons de la rue des Mimosas et de la rue des Chaumières, qui sont d'anciennes fermes restaurées, ont conservé leur toit de chaume.

### Dans la fiction
Dans la serie Fais pas ci, fais pas ça les Lepic annoncent passer leurs vacances en Bretagne. Au debut de l'épisode 1 de la Saison 5 (Le bonheur, c'est maintenant !) ils annoncent qu'ils rentrent de leurs vacances à Plougoumelen. Le nom de la commune est à nouveau cité dans l'épisode 4.

## Personnalités liées à la commune
- Joseph Le Leuch, mort le 11 mars 1834 à Cahire. Prêtre insoumis lors de la Révolution, il devient trésorier de l'Armée Catholique et Royale de Bretagne, agent secret de la Chouannerie, puis chef de la Petite Église du pays vannetais.
- Henri Louis Ferdinand Bain de la Coquerie (1845-1881), officier de marine français, est né à Plougoumelen.
- Ivan Brient (né en 1972), évêque catholique français, est né à Plougoumelen.